# Панцерина
Панцерина, или Панцерия (лат. Panzerina), — олиготипный род многолетних травянистых растений семейства Яснотковые (Lamiaceae). Ранее представители рода включались в состав рода Пустырник (Leonurus).

## Описание
Растения целиком густо покрыты беловатыми войлочнистыми волосками. Цветки с желтовато-белыми венчиками, длиной 23—35 мм, внутри трубки с кольцом из волосков.

## Таксономия
Род составляют два вида:
- Panzerina canescens (Bunge) Soják — Панцерина сероватая
- Panzerina lanata (L.) Soják typus[2] — Панцерина шерстистая [syn.  Ballota lanata L.]basionym

Некоторые исследователи дополнительно выделяют подвиды, например:
- Panzerina lanata (L.) Sojak subsp. argyracea (Kuprian.) Krestovsk. — Панцерина серебристая

Однако самостоятельную значимость внутривидовых таксонов признают далеко не все ботаники.

## Распространение
Представители рода распространены на территории России в южных районах Восточной Сибири, на Алтае в Тыве и Хакасии, за пределами России встречаются в Монголии и на северо-западе Китая.
Известны сообщения о применении одного вида в народной медицине.